# Kenton (Ohio)
Kenton település az Amerikai Egyesült Államok Ohio államában, Hardin megyében, melynek megyeszékhelye is. Lakosainak száma 7947 fő (2020. április 1.).

## Népesség
A település népességének változása:

| 2010 | 8 262 |
| 2020 | 7 947 |